# Macrocneme viridis
Macrocneme viridis là một loài bướm đêm thuộc phân họ Arctiinae, họ Erebidae.